# Нико Паз
Николас Паз Мартинез (шп. Nicolás Paz Martínez; Санта Круз де Тенерифе, 8. септембар 2004) је аргентински фудбалер који тренутно наступа за Комо 1907. Игра на позицији офанзивног везног играча.
Ников отац је Пабло Паз, бивши аргентински фудбалер, а мајка је Шпанкиња.